# Broxburn
Broxburn (Srath Bhroc en gaélique (gd)) est une ville d'Écosse, située dans la région du West Lothian, à 19 kilomètres à l'ouest d'Édimbourg, desservie par l'A8 (en). 

## Histoire
L'origine de Broxburn remonte sans doute au XIVe siècle, quand Margery le Cheyne hérita des terres où elle est actuellement située. Le hameau qui s'y trouvait s'appela tout d'abord Eastertoun. Les terres de Broxburn appartinrent ensuite à Freskin de Moravia à la suite d'une charte octroyée par David Ier d'Écosse.
Eastertoun fut brûlée et rasée en 1443-44, lors d'un conflit opposant les armées de William Douglas et de William Crichton et une seconde fois en 1455 lors d'un conflit entre le clan Douglas et Jacques II d'Écosse.
Eastertoun fut renommé Broxburn en 1600 par Richard Cockburn of Clerkington (en) d'après un autre village appelé lui aussi Broxburn (en), situé dans l'East Lothian.
La découverte de schiste bitumeux sur le territoire de Broxburn amena l'établissement d'une industrie dédiée (notamment par le chimiste et industriel James Young (en)) et une phase de développement rapide de la ville aux XIXe et XXe siècles. Les alentours de la ville en gardent la trace, avec la présence de terrils. 

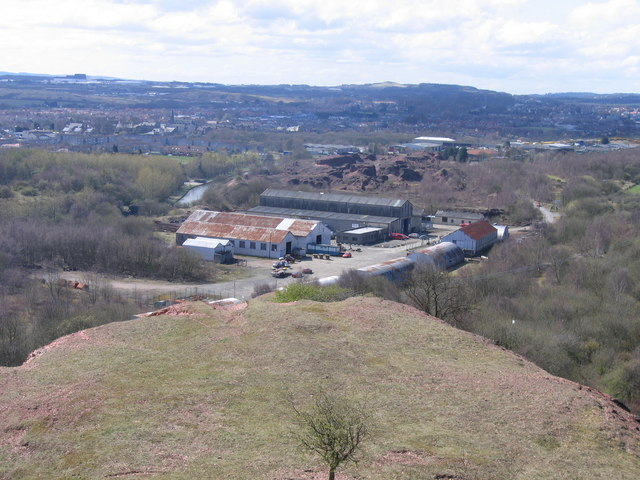
Anciens bâtiments industriels de Broxburn liés au schiste bitumeux photographiés depuis le haut d'un terril.

Étant située très proche de l'autoroute M8 qui relie les deux plus grandes villes d'Écosse, Édimbourg et Glasgow, elle a connu l'évolution d'une ville-dortoir de banlieue, avec une forte progression de sa population depuis le milieu du XXe siècle, avec notamment une importante communauté d'origine polonaise.
Le siège de l'entreprise d'entretien et de réparation automobile, Kwik Fit, est situé à Broxburn. La ville est aussi traversée par le canal de l'Union, qui n'est plus utilisé pour le transport de marchandises, mais reconverti dans la navigation de plaisance et la pêche.

## Sports
La ville a abrité le club de football de Broxburn United, qui a évolué en Scottish Football League de 1921 à 1926. 

## Personnalités
- Mark Burchill, footballeur international écossais
- Michael Caton-Jones, réalisateur